# Веймарський трикутник
Веймарський трикутник або Ваймарський трикутник — неформальне міжнародне об'єднання Німеччини, Польщі та Франції. Об'єднання виникло в 1991 році. У рамках групи відбуваються численні зустрічі міністрів закордонних справ та глав держав. Метою групи було просування Польщі на шляху по вступу до Європейського Союзу й НАТО. Проте об'єднання продовжує існувати й після входження Польської Республіки до НАТО (1999) і ЄС (2004) та є однією з ініціатив з вироблення ідей ЄС.
З 1 січня 2013 року де-юре функціонує спільна військова група трьох держав, чисельністю 1700 осіб, яка за потреби може бути задіяною впродовж 5—10 днів.
Спілка названа на честь німецького міста Веймар, де відбулася перша зустріч міністрів трьох держав.

## Історія
Веймарський трикутник був створений у німецькому місті Веймар у 1991 році з метою надання допомоги Польщі після виходу з-під комуністичного правління. На зустрічі були присутні міністри закордонних справ кожної держави: Ролан Дюма з Франції, Ганс-Дітріх Геншер з Німеччини та Кшиштоф Скубішевський з Польщі. Геншер обрав Веймар для інавгураційної зустрічі, оскільки місто було розташоване на території колишньої Східної Німеччини.
На зустрічі Веймарського трикутника у Франції в 1992 році Польща отримала згоду від Німеччини та Франції на надання їй особливого асоційованого статусу в Західноєвропейському Союзі, європейському сегменті НАТО.
На саміті 2011 року, організованому президентом Польщі Броніславом Коморовським за участю президента Франції Ніколя Саркозі та канцлерки Німеччини Ангели Меркель, три лідери обговорили питання відновлення регулярних зустрічей у форматі Веймарського трикутника та покращення відносин з Росією (серед інших тем). Німеччина та Франція закликали Польщу приєднатися до Пакту про конкурентоспроможність.
5 липня 2011 року Франція, Німеччина та Польща підписали в Брюсселі угоду про створення підрозділу чисельністю 1700 солдатів під польським командуванням під назвою Веймарська бойова група, яка мала бути готова до розгортання в кризових зонах, починаючи з 2013 року. Центр оперативного командування мав базуватися в Мон-Валер'єні, розташованому в передмісті Парижа.
Незабаром після референдуму про статус Криму, що відбувся 16 березня 2014 року, голови парламентських комітетів Веймарського трикутника у закордонних справах — Елізабет Гігу (Франція), Норберт Реттген (Німеччина) та Ґжеґож Схетина (Польща) — відвідали Київ, щоб висловити рішучу підтримку територіальної цілісності та європейської інтеграції України. Це був перший спільний візит парламентарів Веймарського трикутника до третьої країни.
У квітні 2016 року міністр закордонних справ Польщі Вітольд Ващиковський заявив щоденній газеті Gazeta Wyborcza, що Веймарський трикутник втратив актуальність для його країни.
28 серпня 2016 року представники трьох країн пообіцяли «оживити» Веймарський трикутник. Міністр закордонних справ Німеччини Франк-Вальтер Штайнмаєр заявив, що група зустрінеться до кінця 2016 року, а міністр закордонних справ Франції Жан-Марк Еро повідомив, що Франція прийме саміт у листопаді 2016 року. Причиною такої активізації було названо рішення Великої Британії про вихід з Європейського Союзу, а також триваюча європейська міграційна криза.
8 лютого 2022 року в Берліні відбулася зустріч президентів Емманюеля Макрона, Анджея Дуди та канцлера Олафа Шольца, на якій обговорювалася співпраця у сфері безпеки в умовах триваючої російсько-української кризи. Це була перша тристороння зустріч між главами трьох держав за багато років (хоча формально це не так, оскільки Шольц не є главою Німеччини), і вона розглядалася як крок до зміцнення формату Веймарського трикутника. На спільній прес-конференції президент Дуда закликав європейських лідерів до єдності, заявивши, що «ми повинні показати, що говоримо в один голос». Канцлер Німеччини підкреслив, що будь-яке порушення суверенітету і територіальної цілісності України є «неприйнятним» і матиме «далекосяжні наслідки для Росії в політичному, економічному та геостратегічному вимірах», тоді як президент Макрон посилив рішучість Франції використовувати дипломатичні зусилля, які, за його словами, є «єдиним шляхом до припинення конфлікту навколо України».
12 червня 2023 року лідери Веймарського трикутника Шольц, Макрон і Дуда зустрілися на саміті групи в Парижі, щоб обговорити низку зовнішньополітичних питань, найважливішим з яких було російське вторгнення в Україну. Лідери підтвердили свою «непохитну підтримку» Україні і заявили про готовність допомогти країні в її захисті від російської агресії політично, гуманітарною допомогою, фінансово, а також шляхом постачання зброї. Серед тем, що обговорювалися, було також майбутнє членство України в Європейському Союзі та альянсі НАТО.
15 березня 2024 року лідери країн Веймарського трикутника зібралися в столиці Німеччини, щоб обговорити триваючу війну в Україні та підтвердити свою непохитну підтримку. Прем'єр-міністр Польщі Дональд Туск разом із президентом Франції Еммануелем Макроном і канцлером Німеччини Олафом Шольцом висловили єдину позицію щодо проблем безпеки континенту. Німецький голова Шольц оголосив про плани посилити військову підтримку України, включаючи закупівлю більшої кількості озброєнь на світовому ринку, розширення виробництва військової техніки у співпраці з Україною та створення нової коаліції у форматі Рамштайн для потужностей далекобійної артилерії.

## Саміти

### Зустрічі міністрів закордонних справ
- 28—29 серпня 1991 року — Веймар ( Німеччина)
- 23—24 квітня 1992 року — Бержерак ( Франція)
- 11—12 листопада 1993 року — Варшава ( Польща)
- 14—15 вересня 1994 року — Бамберг ( Німеччина)
- 26 жовтня 1995 року — Париж ( Франція)
- 19 грудня 1996 року — Варшава ( Польща)
- 19 листопада 1997 року — Франкфурт-на-Одері ( Німеччина)
- 6 січня 1999 року — Париж ( Франція)
- 30 серпня 1999 року — Веймар ( Німеччина)
- 7 червня 2000 року — Краків ( Польща)
- 23 квітня 2002 року — Париж ( Франція)
- 16 січня 2004 року — Берлін ( Німеччина)
- 15 січня 2005 року — Нансі ( Франція)
- 27 червня 2005 року — Варшава ( Польща)
- Червень 2008 року — Париж ( Франція)
- Червень 2009 року — Веймар ( Німеччина)
- 26—27 квітня 2010 року — Бонн ( Німеччина)
- 20 травня 2011 року — Бидгощ ( Польща)
- 29 лютого 2012 року — Берлін ( Німеччина)
- 23 червня 2012 року — Варшава ( Польща)
- 21 лютого 2014 року — Київ ( Україна)
- 1 квітня 2014 року — Веймар ( Німеччина)

### Зустрічі міністрів оборони
- 25 червня 2006 року — Величка ( Польща)
- 18 грудня 2007 року — Берлін ( Німеччина)

### Зустрічі глав держав
- 21 вересня 1993 року — Гданськ ( Польща)
- 21 лютого 1998 року — Познань ( Польща)
- 7 травня 1999 року — Нансі ( Франція)
- 27 лютого 2011 року — Гамбах ( Німеччина)
- 9 травня 2003 року — Вроцлав ( Польща)
- 19 травня 2005 року — Нансі ( Франція)
- 5 грудня 2006 року — Меттлах ( Німеччина)
- 7 лютого 2011 року — Варшава ( Польща)

## Веймарський трикутник і Україна
Упродовж років кілька разів висувалася ідея перетворення трикутника у чотирикутник (Веймарський квадрат) із залученням до спілки України.
Також у рамках самітів часто дискутуються питання щодо України задля вироблення більш консолідованих позицій усіх трьох держав.